# Pherbellia marthae
Pherbellia marthae är en tvåvingeart som beskrevs av Orth 1982. Pherbellia marthae ingår i släktet Pherbellia och familjen kärrflugor. Inga underarter finns listade i Catalogue of Life.